# Sajjid Ahmad Chán
Sajjid Ahmad Chán (17. října 1817, Dillí – 27. března 1898, Alígarh) byl indický muslimský filozof a náboženský reformátor. Představitel tzv. alígarhského hnutí. Původně hájil ideu jednotného indického národa, ale nakonec se přiklonil k tomu, že konfese (hinduismus a islám) ho dělí na dvě neslučitelné části. Tato dvounárodnostní teorie se stala ideologickým základem pro vznik Pákistánu, kde je Ahmad Chán ctěn jako národní hrdina. V rámci islámu představoval racionální proud, prosazoval evropský způsob vzdělávání a vyzýval indické muslimy k loajalitě vůči koloniální britské správě. Tvořil díla náboženská, historická, právní i filologická. Byl též velkým propagátorem urdštiny, v níž tvořil. Věřil, že se stane společným jazykem všech indických muslimů. V roce 1877 založil Mohammedovu Anglo-Orientální Kolej, z níž v roce 1920 vznikla Alígharská muslimská univerzita. Roku 1888 byl uveden do šlechtického stavu.